# Fortune Arterial
Fortune Arterial (フォーチュン アテリアル?, Fōchun Ateriaru) è una visual novel giapponese per adulti, sviluppata da August e pubblicata in edizione limitata il 25 gennaio 2008 per PC con sistema operativo Microsoft Windows. Seguì la versione regolare il 29 febbraio 2008. Successivamente, furono creati due manga e un anime ispirati alla visual novel.

## Trama
Kohei Hasekura si trasferisce nella città di Shiomi, sull'Isola Tamatsu (珠津島?, Tamatsushima) per frequentare la prestigiosa Accademia Shuchikan (修智館学院?, Shuchikan Gakuen). Ma sotto la facciata pacifica la scuola nasconde un segreto: alcuni dei suoi studenti sono vampiri e Kohei si troverà sempre più coinvolto nei loro affari.

## Personaggi

### Personaggi principali
Kohei Hasekura (支倉 孝平?, Hasekura Kōhei)
Doppiato da: Daisuke Ono, Natsumi Takamori (giovane)
Si è appena trasferito all'Accademia Shuchikan a causa del lavoro di suo padre. Essendo passato da una scuola all'altra, spera di potersi stabilire definitivamente sull'Isola Tamatsu, dove ha ritrovato le sue amiche d'infanzia Haruna e Kanade. Infatti, sette anni prima, aveva trascorso un anno sull'isola. Frequenta il quinto anno, terza sezione, ed è in camera con Tsukasa. Poco dopo essersi trasferito, scopre che una ragazza della classe vicina, Erika Sendo, è un vampiro. Da questo momento entra a far parte del Consiglio Studentesco, svolgendo diverse mansioni. È alto 174,7 cm. Nell'anime e nel manga è innamorato di Erika.
Erika Sendo (千堂 瑛里華?, Sendō Erika)
Doppiata da: Rie Kanda
Studentessa del quinto anno, seconda sezione, e vice-presidentessa del Consiglio Studentesco, segretamente è un vampiro. È brava in Letteratura e arti marziali, è molto attraente e popolare a scuola. È indagatrice e, quando si concentra su qualcosa, diventa invadente, testarda e trascorre il tempo ad escogitare piani per arrivare al suo obiettivo. Per questo viene chiamata "Vice-presidentessa d'assalto". Adora mangiare dolci. Molti ragazzi le si sono dichiarati, ma lei li ha rifiutati tutti. È innamorata di Kohei. Quand'era piccola è stata tenuta chiusa in casa, finché non è riuscita a controllare la sete di sangue; da qui deriva la sua voglia di libertà. Sa che verrà di nuovo rinchiusa se non creerà un Servitore prima del diploma, ma ha comunque deciso di non farlo e di non bere sangue dagli esseri umani. Per qualche ragione, non sembra essere in possesso dell'immortalità propria degli altri vampiri, infatti ammette di avere la stessa età di Kohei. È nata il 7 giugno (Gemelli), gruppo sanguigno B. È alta 159,8 cm.
Shiro Togi (東儀 白?, Tōgi Shiro)
Doppiata da: Yukari Minegishi
Studentessa del quarto anno, è molto timida. Ha un coniglio bianco, Yukimaru, che scappa sempre. È stata introdotta nel Consiglio Studentesco da suo fratello e ne è diventata la tesoriera, anche se è quasi sempre assente durante le riunioni pomeridiane. Fa parte dell'Anello di Laurel, un comitato di volontari che aiuta le suore alla cappella dell'Accademia, facendo le pulizie e organizzando le funzioni. Secondo la tradizione di famiglia, diventerà il Servitore di Erika se Kohei rifiuterà la trasformazione. I suoi genitori, che ha sempre creduto morti, sono stati in realtà trasformati in Burattini, non più indipendenti dal loro Padrone. È nata il 19 febbraio (Acquario), gruppo sanguigno A. È alta 145 cm.
Kiriha Kuze (紅瀬 桐葉?, Kuze Kiriha)
Doppiata da: Erika Narumi
Compagna di classe di Kohei, la maggior parte delle volte sta da sola e non parla molto. Arriva alle lezioni sempre in ritardo. Non ha molti interessi e non fa parte di nessun club. È eccezionalmente brava in matematica sin da quando era piccola e va bene solo nelle materie che le interessano. Kanade la chiama "Kirikiri". Ha un gatto nero che la segue sempre, Neneko. Kohei scopre che è un tipo particolare di vampiro, detto "Servitore", alla ricerca del proprio Padrone. Pensando che possa essere la madre di Erika e Iori, si unisce al Consiglio Studentesco con la promessa che potrà incontrarla e verificare se è così. Scopre, infatti, che aveva ragione e che il suo Padrone è Kaya, sua amica d'infanzia. Ha l'aspetto di una diciassettenne, ma in realtà ha 250 anni. È nata il 21 novembre (Scorpione), gruppo sanguigno AB. È alta 164,4 cm.
Kanade Yuki (悠木 かなで?, Yūki Kanade)
Doppiata da: Hitomi Nabatame
Amica d'infanzia di Kohei, è la sorella maggiore di Haruna, che spesso chiama Hina. È sempre molto allegra. Ha una vera adorazione per sua sorella e sostiene che, se fosse nata uomo, se la sarebbe sposata. È a capo sia del dormitorio Hokuho che dei prefetti dell'Accademia. È nata il 2 aprile (Ariete), gruppo sanguigno 0. È alta 151,8 cm.
Haruna Yuki (悠木 陽菜?, Yūki Haruna)
Doppiata da: Hiroko Taguchi
Amica d'infanzia di Kohei, è in classe con lui ed è la sorella minore di Kanade. È solare e le piace aiutare gli altri. Molti ragazzi le si sono dichiarati, ma li ha respinti tutti. È famosa anche tra le ragazze. Soffre di amnesia: non ricorda quasi niente del tempo passato con Kohei, secondo i dottori a causa dello shock dovuto alla partenza del ragazzo. Si scopre poi che i suoi ricordi sono stati cancellati da Erika, che le aveva rivelato la sua vera natura quando, utilizzando i suoi poteri, aveva impedito che venisse investita da una macchina. È nata il 4 ottobre (Bilancia), gruppo sanguigno A. È alta 155,9 cm.

### Altri personaggi
Iori Sendo (千堂 伊織?, Sendō Iori)
Doppiato da: Junichi Suwabe
Fratello maggiore di Erika e presidente del Consiglio Studentesco, anche lui è un vampiro. Adora scherzare e prendere in giro sua sorella. Ha l'aria da modello e molte ragazze della scuola vorrebbero uscire con lui. È popolare anche tra i maschi. Frequenta il sesto e ultimo anno. Kanade lo chiama "Iorin". Trentacinque anni prima, era molto intimo con la madre di Sorella Amaike, ma Kaya lo costrinse a scegliere se trasformarla in un Servitore, cancellarle la memoria o ucciderla: Iori scelse di cancellarle i ricordi, sebbene in seguito se ne sia pentito. È nato il 7 agosto (Leone), gruppo sanguigno B. È alto 181,6 cm.
Seichiro Togi (東儀 征一郎?, Tōgi Seiichirō)
Doppiato da: Tomohiro Tsuboi.
Tesoriere del Consiglio Studentesco insieme a sua sorella Shiro, cui tiene molto e che cerca di proteggere. È il presidente del club di kyudo e frequenta il sesto anno. Tiene i capelli legati in una coda. Conosce il segreto di Iori e Erika, ed è, in realtà, il Servitore di Iori. Kanade lo chiama "Sei-chan", anche se lui non vuole. È nato il 9 aprile (Ariete), gruppo sanguigno A. È alto 178,8 cm.
Tsukasa Hachimandaira (八幡平 司?, Hachimandaira Tsukasa)
Doppiato da: Kentarō Itō
Compagno di classe e di stanza di Kohei, Kanade lo chiama "Heeji". Dopo il trasferimento di Kohei all'Accademia, diventa suo amico. Ha una sorella gemella. Lavora in un negozio di sushi, il Sushikatsu. È nato il 20 settembre (Vergine), gruppo sanguigno 0. È alto 176,3 cm.
Shizuko Amaike (天池 志津子?, Amaike Shizuko)
Doppiata da: Chizuko Hoshino
Custode della cappella dell'isola, si occupa del dormitorio femminile. Ha 25 anni. Quando è diventata una suora, ha assunto il nome di "Margarita", ma gli studenti la chiamano "Sorella Amaike". È sempre tranquilla, ma ha fama di diventare spaventosa se perde il controllo. Kanade la chiama "Maru-chan", mentre Iori "Shizuko-chan", sebbene lei non ne sia molto contenta.
Masanori Aoto (青砥 正則?, Aoto Masanori)
Doppiato da: Kazuya Ichijou
Professore di Kohei, Haruna, Kiriha e Tsukasa, insegna Matematica e si occupa del dormitorio maschile. Ha una personalità mite, ma in gioventù è stato un attaccabrighe. È comunemente noto con il soprannome "Aonori", mentre Kanade lo chiama "Noripii".
Kaya Sendo (千堂 伽耶?, Sendō Kaya)
Doppiata da: Kaori Mizuhashi
Madre di Erika e Iori, ha l'aspetto di una bambina, sebbene abbia 250 anni. È uguale a Erika, ma i suoi occhi sono sempre rossi. È spietata e considera gli esseri umani dei giocattoli. Vuole che Erika trasformi Kohei in un Servitore prima del diploma, altrimenti la rinchiuderà nella casa dove è stata tenuta prigioniera da bambina. È il Padrone di Kiriha, sua amica d'infanzia. Suo padre Marehito e sua madre sono morti di peste quand'era piccola e, da quel momento, era stata allontanata da tutti gli altri bambini, tranne da Kiriha, perché considerata figlia del demonio. Ha fondato l'Accademia Shuchikan per usarla come terreno di caccia per sé e i figli. È nata il 12 luglio.

## Visual novel
August annunciò ufficialmente l'uscita della visual novel Fortune Arterial, per soli adulti, il 21 febbraio 2007. Il 25 gennaio 2008 fu pubblicata una versione limitata in formato DVD per computer con sistema Microsoft Windows. Seguì l'edizione regolare, il 29 febbraio dello stesso anno. L'uscita di un nuovo videogioco (questa volta per PlayStation 3), intitolato Fortune Arterial: Akai Yakusoku e che prevede l'introduzione di un nuovo personaggio, Miya Togi, fu annunciato da Kadokawa Shoten nel 2010. Il 3 agosto 2011, dopo un'ulteriore posticipazione della data di uscita, viene annunciata la cessazione dello sviluppo del gioco.

### Route
Nella visual novel di Fortune Arterial per PC, a seconda delle scelte effettuate durante il videogioco è possibile ottenere cinque diversi finali, uno per ciascuna eroina, più il "vero finale", il secondo previsto per la route di Erika. Viene raccontato in dettaglio il passato dei vari personaggi, come quello di Shiro e dei suoi genitori o quello di Kiriha Kuze e Kaya.
1. La route di Shiro si basa sulla sua scelta tra le convenzioni della famiglia Togi e l'amore per Kohei. Inizialmente, Shiro comprende l'importanza di obbedire alla tradizione, ma infine si ribella al controllo del fratello e inizia a dubitare delle sue parole, mettendole in discussione.
2. Nel caso si scelga la route di Kuze, il finale la vede libera dal controllo di Kaya e felice insieme al suo nuovo compagno Kohei.
3. La route normale di Erika prevede che Kohei venga pugnalato da Kaya e, in fin di vita, lascia come unica opportunità quella di trasformarlo in un Servitore per salvargli la vita; i due abbandonano poi l'Accademia per vivere insieme.
4. Nella route che porta al "vero finale" di Erika, viene spiegato il motivo che rende speciale il sangue di Kohei: il ragazzo da piccolo ha erroneamente ingerito, durante una nuotata, una pietra vampirica rossa che risuona con quella nel corpo di Erika. Le pietre vampiriche rosse, insieme a quelle blu, vennero create dal sacrificio del padre di Kaya per salvare il proprio villaggio e danno a chi le ha in corpo alcune abilità vampiresche deboli, come un invecchiamento molto lento. Quelle blu, presenti nel corpo di Erika e Iori, trasformano un umano in vampiro e possono essere distrutte solo dal padre di Kaya o da un suo diretto discendente. Nel finale le gesta di Kohei riescono a cambiare Kaya, che decide così di distruggere la pietra blu che Erika porta in corpo, facendola tornare un essere umano (anche se molto longevo, visto che in corpo ha ancora una pietra rossa). Kohei ed Erika tornano a visitare l'Accademia dopo essersi laureati, in compagnia della loro primogenita.
5. Se si sceglie di non far innamorare Kohei di nessuna delle cinque eroine, il ragazzo si innamora della presidentessa del club di arte.

## Manga
Di Fortune Arterial sono stati realizzati due manga. Il primo, Fortune Arterial Character's Prelude, fu serializzato sulla rivista Dengeki G's Magazine della casa editrice ASCII Media Works tra settembre 2007 e aprile 2008, illustrato da Akane Sasaki. Dal 26 aprile 2008 fu trasferito su Dengeki G's Festival! Comic. Il primo tankōbon fu pubblicato il 27 giugno 2008; la serie fu poi interrotta con l'uscita del capitolo 9. La seconda versione del manga, illustrata da Miki Kodama e dal titolo Fortune Arterial, iniziò a essere pubblicata a novembre 2007 sul magazine Comptiq della Kadokawa Shoten. Il primo tankōbon fu pubblicato il 26 luglio 2008, mentre il 26 settembre 2011 è uscito il settimo ed ultimo tankobon. Il manga segue la trama del "vero finale" di Erika.

## Altre pubblicazioni
Harvest pubblicò sei light novel scritte da Runa Okada e illustrate da Bekkankō, ognuna riguardante una delle sei protagoniste, dal 10 giugno 2008 e il 1º giugno 2009.
Prima dell'uscita del gioco, Enterbrain pubblicò un fan book il 21 novembre 2007, intitolato Tech Gain Super Prelude: Fortune Arterial. ASCII Media Works pubblicò un fan book dal titolo Fortune Arterial Perfect Visual Book il 20 giugno 2008.
A manga, light novel e fan book si aggiungono due antologie: la prima, in dieci volumi e dal titolo Magi-Cu 4-koma Fortune Arterial fu pubblicata mensilmente da Enterbrain dal 25 aprile 2008 al 25 febbraio 2010; la seconda, in tre volumi e dal titolo Fortune Arterial Comic Anthology fu pubblicata mensilmente da Ichijinsha dal 25 giugno 2008 al 25 ottobre dello stesso anno.

## Anime

Logo della serie anime

Una serie anime di 12 episodi, intitolata Fortune Arterial: Akai Yakusoku (FORTUNE ARTERIAL 赤い約束?, Fortune Arterial: Akai Yakusoku), prodotta da Zexcs e Feel e diretta da Munenori Nawa fu trasmessa su TV Tokyo dal 9 ottobre 2010 al 25 dicembre dello stesso anno. La sigla di testa è "Kizunairo" (絆-kizunairo-色? lett. "Il colore dei legami") eseguita da Lia, mentre la sigla di coda è "I Miss You" di Veil. La serie è stata raccolta in 5 DVD.
Un OAV è stato pubblicato in edizione limitata insieme al volume 6 del manga illustrato da Miki Kodama.

### Episodi
| Nº  | Titolo italiano (traduzione letterale) Giapponese 「Kanji」 - Rōmaji      | In onda          | In onda |
| Nº  | Titolo italiano (traduzione letterale) Giapponese 「Kanji」 - Rōmaji      | Giapponese       |         |
| 1   | Uccello migratore 「渡り鳥」 - Wataridori                                 | 9 ottobre 2010   |         |
| 2   | Cerimonia d'apertura 「始業式」 - Shigyōshiki                             | 16 ottobre 2010  |         |
| 3   | Una primavera lunga mille anni 「千年泉」 - Sennen izumi                  | 23 ottobre 2010  |         |
| 4   | Il nuovo arrivato 「新入り」 - Shin'iri                                   | 30 ottobre 2010  |         |
| 5   | Chiave 「鍵」 - Kagi                                                      | 6 novembre 2010  |         |
| 6   | Lettera 「手紙」 - Tegami                                                 | 13 novembre 2010 |         |
| 7   | Presagio 「前触れ」 - Maebure                                             | 20 novembre 2010 |         |
| 8   | Ricordo 「記憶」 - Kioku                                                  | 27 novembre 2010 |         |
| 9   | Servitrice 「眷属」 - Kenzoku                                             | 4 dicembre 2010  |         |
| 10  | Sete 「渇き」 - Kawaki                                                    | 11 dicembre 2010 |         |
| 11  | Separazione 「訣別」 - Ketsubetsu                                         | 18 dicembre 2010 |         |
| 12  | Promessa rossa 「赤い約束」 - Akai yakusoku                               | 25 dicembre 2010 |         |
| OAV |                                                                           |                  |         |
| 13  | Il posto che ho a lungo cercato 「たどり着いた場所」 - Tadoritsuita basho | 26 febbraio 2011 |         |

## I vampiri inFortune Arterial
I vampiri di Fortune Arterial presentano caratteristiche comuni a quelle degli immortali della tradizione popolare (si nutrono dell'energia vitale presente nel sangue delle loro vittime, sono dotati di poteri soprannaturali), hanno poteri di rigenerazione, che guariscono le ferite in un attimo, non temono croci e aglio, né la luce del sole, corrono a una velocità superiore al normale, possono cancellare i ricordi delle persone. Quando attivano i loro poteri, le iridi degli occhi diventano di colore rosso. È necessario che bevano sangue almeno una volta al mese, se non vogliono incorrere in conseguenze anche a loro stessi sconosciute.
Un essere umano non può diventare un vampiro, ma solo una creatura ibrida chiamata "Servitore". I Servitori sono dotati di poteri straordinari, la rigenerazione e l'immortalità. Al contrario dei vampiri non devono bere sangue, tuttavia sono soggetti a perdita del senso del gusto e a un fenomeno detto "ibernazione periodica", che causa frequenti perdite di coscienza. Per diventare Servitore, l'umano deve bere il sangue di un vampiro, denominato Padrone, a cui, dal momento della trasformazione, non potrà disubbidire. Solitamente, i vampiri creano i Servitori per combattere il senso di solitudine, rendendoli i propri migliori amici, amanti o fonti perenni di sangue. Se un Servitore beve troppo sangue dal proprio Padrone, si trasforma in un Burattino e non è più in grado di compiere neanche le azioni più semplici senza ricevere l'ordine dal Padrone.